# Pierre Taisand
Pierre Taisand, né le 7 janvier 1644 et mort le 12 mars 1715 à Dijon, est un avocat jurisconsulte au Parlement de Dijon, trésorier de France en la Généralité de Bourgogne et écrivain historien du droit du XVIIe siècle.

## Biographie
Pierre Taisand naît à Dijon le 7 janvier 1644 de Jean Taisand, conseiller au bailliage de cette ville, et de Marguerite Vallot, sœur d'Antoine Vallot, avocat au Parlement de Dijon.
A 12 ans, il entre au collège jésuite de Pont-à-Mousson. Il étudie ensuite 2 ans à l'université de Toulouse et poursuit des études de droit à l'université d'Orléans dont il sort en soutenant sa thèse à l'âge de 18 ans. Il intègre le barreau du Parlement de Dijon où il plaide sa première cause à l'âge de 21 ans.
En 1673, il fait un voyage à Paris qui lui permet de paraître au Barreau du premier Parlement de France en défendant plusieurs causes, et montrer son éloquence et son érudition. Il rencontre à l'occasion de ce déplacement Madeleine de Scudéry et le Premier Président Guillaume Ier de Lamoignon.
Le 26 novembre 1673, il épouse Marcelline du Boys qui lui donne 12 enfants dont huit mourront en bas âge. L'un d'eux, Claude, récupéra tous les manuscrits et ouvrages de son père à son décès pour les déposer à la bibliothèque de l'Abbaye de Cîteaux qu'il a intégré en 1698 en qualité de religieux.
En 1674, Étienne II d'Aligre, chancelier de France, le choisit pour présenter les lettres patentes au Parlement de Dijon ; l'année suivante, le comte de Roussillon lui demande le même service devant le Gouvernement de Bourgogne.
En 1680, il est nommé trésorier de France en la Généralité de Bourgogne. Pendant toutes ses années passées comme avocat et Trésorier de France, il écrit de nombreux textes issus de ses recherches documentaires sur le droit et se passionne pour l'histoire du droit.
En 1715, ayant présenté des ouvrages qu'il avait composés en l'honneur de la famille du roi Louis XIV, celui-ci lui remet un médaillon d'or marqué de son sceau, qu'il ne reçoit qu'après son décès survenu entre-temps le 12 mars 1715.

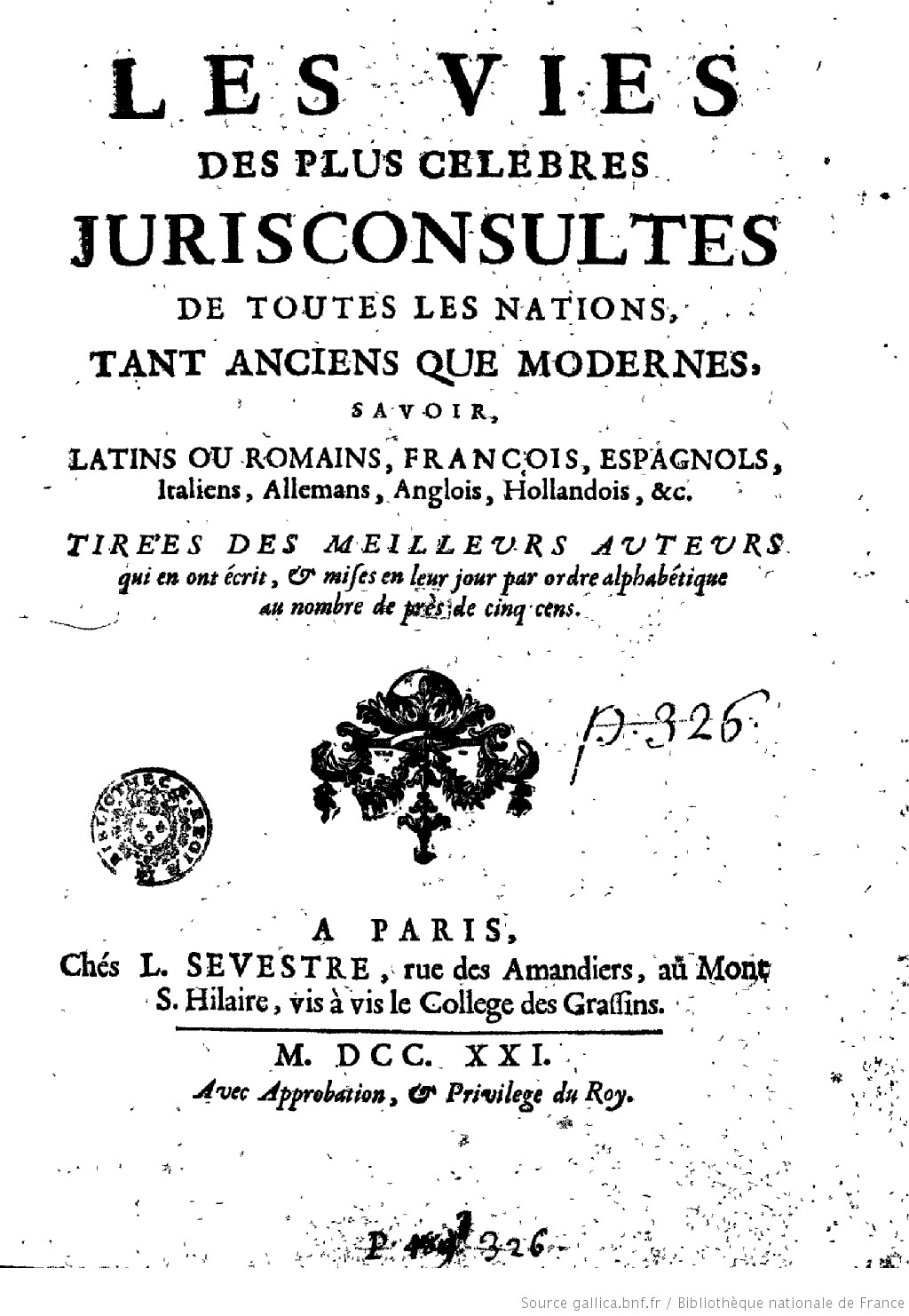
Page de couverture d'un livre de Pierre Taisand.

## Ouvrages
- Les Vies des plus célèbres jurisconsultes de toutes les Nations, Paris, 1721. lire en ligne sur Gallica
- Coutume Générale des pays et Duché de Bourgogne, Dijon, 1678.
- Histoire du Droit Romain, Paris, Hélie Joffet, 1678, ouvrage dédié à Jacques-Bénigne Bossuet, alors évêque de Condom et précepteur de M. le Dauphin[5].lire en ligne sur Gallica
- Lettres sur l'Eternité à une Religieuse, Dijon, Secard, 1690.
- Discours Académique sur la science du Salut, Paris, 1673.
- Discours prononcé à la présentation des provisions de M. D'Aligre en l'Office de Chancelier de France, Dijon, Jean Ressayre, 1674.
- Prières du Pêcheur pénitent, Dijon, de Fay, 1707.
- Discours Académique sur la véritable & la fausse humilité, Dijon, de Fay, 1712.
- Office de Sainte Thérèse en François, Dijon, Augé, 1707.
- Les Offices de Saint Augustin, de Sainte Monique, de Sainte Ursule & de ses compagnes, Vierges & Martyres, Dijon, Augé, 1715.
- Traité des Criées & Décrets, concernant le Parlement de Dijon, questions de droit canonique, de droit civil.